# ZEXCS
ZEXCS(일본어: ゼクシズ 제쿠시즈[*])는 애니메이션 제작 및 디지털 컨텐츠 제작을 주요 사업 내용으로 하는 일본의 기업이다.

## 제작

### 텔레비전 시리즈
- 시스터 프린세스
- D.C. 다카포
- 파이널 어프로치
- 마모루 군에게 여신의 축복을!
- H2O: FOOTPRINTS IN THE SAND
- 우리 집의 여우신령님.
- 강각의 레기오스
- 바다이야기 ~당신이 있어 주었기에~
- 수호천사 히마리
- 전설의 용자의 전설
- 포춘 아테리얼
- 오빠 따위 전혀 좋아하지 않는다구!!
- 사랑한다고 말해
- 만화가랑 어시스턴트랑
- 혈액형에 관한 간단한 고찰
- 배를 엮다 (애니메이션)
- 바쿠텐!!

### OVA
- 머나먼 시공 속에서
- D.C. 다카포
- 포춘 아테리얼
- 쥬얼 펫
- 만화가랑 어시스턴트랑

### 영화
- 바쿠텐!!